# John Marshall (capitaine)
Pour les articles homonymes, voir John Marshall et Marshall.
Pour les articles homonymes, voir Duperrey.
John Marshall, Jo̧o̧n M̧ajeļ en marshallais (né le 15 février 1748 à Ramsgate et mort en 1819) est un navigateur britannique du XVIIIe siècle.

## Biographie
Il devient apprenti marin à 10 ans. En 1788, il devient capitaine du Scarborough, un navire de la First Fleet transportant des forçats de l'Angleterre à Botany Bay. Il navigua de l'Australie à la Chine, ce qui lui permit de découvrir une nouvelle route commerciale vers Canton, ainsi que certaines îles du Pacifique, telles que les Îles Gilbert (qui appartiennent aujourd'hui aux Kiribati), ainsi que les Îles Marshall (archipel auquel l'amiral Johann Adam von Krusenstern a donné son nom). Il effectua ensuite un deuxième voyage vers l'Australie, où il était également capitaine du Scarborough. Cependant, les condamnés à venir à bord se trouvaient dans un état de santé critique et beaucoup n'ont pas survécu au voyage. De plus, certains d'entre eux tentèrent de prendre possession du navire, ce qui empêcha tout autre voyage. Il a vu la guerre d'indépendance américaine et les guerres napoléoniennes.
Il mourut en 1819, à l'âge de 71 ans.